# Lijst van weg- en veldkapellen in Hulst
Dit is een onvolledige lijst van veldkapellen in de gemeente Hulst. Kapelletjes komen vooral in het zuiden van Nederland voor en werden dikwijls gebouwd ter verering van een heilige.
| Kapel                            | Adres                           | Plaats         | Bouwperiode        | Architect       | Foto |
| -------------------------------- | ------------------------------- | -------------- | ------------------ | --------------- | ---- |
| Onze-Lieve-Vrouw van Clingekapel | Clingense Bossen (Sportterrein) | Clinge         | Ca. 1938           |                 |      |
| Mariakapel                       | Glacisweg (Begraafplaats)       | Hulst          | 1961 en 2007       |                 |      |
| Mariakapel                       | Beerweg                         | Hulst-Zandberg |                    |                 |      |
| Mariakapel                       | Hengstdijksestraat-Groenendijk  | Kloosterzande  | 1948 en 2006       | Thijs van Damme |      |
| Mariakapel                       | Baudeloodijk                    | Lamswaarde     | 1950, 1964 en 1992 |                 |      |
| Mariakapel                       | Hogeweg                         | Sint Jansteen  |                    |                 |      |
| Mariakapel                       | Kerkhofpad                      | Vogelwaarde    |                    |                 |      |
| Mariakapel                       | Margaretsedijk-Ravensweg        | Vogelwaarde    |                    |                 |      |
| Mariakapel                       | Vogelweg-Zuidweg                | Vogelwaarde    |                    |                 |      |